# Фаррагут, Дэвид
Де́йвид Гла́зго Фа́ррагут (англ. David Glasgow Farragut, пр. ['færəgət]; 5 июля 1801[…], Ноксвилл, Теннесси — 14 августа 1870[…], Портсмут, Нью-Гэмпшир) — американский военно-морской деятель, адмирал.
Отец Фаррагута был выходцем с острова Менорка и участником Войны за независимость США, мать — шотландка. Отец за заслуги в войне получил близ Ноксвилла участок земли, однако рано умер. Юный Фаррагут, при помощи своего опекуна, морского капитана Дэвида Портера, в возрасте девять лет поступил во флот. Участник англо-американской войны 1812 года, в которой участвовал в самом дальнем походе американского судна «Essex» под командованием Портера в Тихий океан вокруг мыса Горн и в действиях на британских коммуникациях, а также в последнем бою «Essex», погибшего в сражении с английским отрядом у берегов Чили.
Несмотря на то, что Фаррагут был выходцем из южных штатов, во время Гражданской войны в США он служил на стороне северян. В 1862 году он командовал флотилией, которая в апреле была направлена для взятия Нового Орлеана. Умелое маневрирование Фаррагута по реке (Миссисипи) мимо фортов южан привело к сдаче города 28 апреля войскам северян под руководством Бенджамина Батлера. 28 июня флотилия Фаррагута уничтожила батареи противника на позициях под Виксбергом, а в 1863 году он принимал участие во взятии Порт-Хадсона в Луизиане. В 1863 же году Фаррагут, в звании контр-адмирала, был назначен командующим эскадрой, обеспечивавшей блокаду морского побережья Конфедерации от Техаса до Луизианы. Фаррагут прославился также в морском сражении в заливе Мобил 5 августа 1864 года. В 1866 году он стал первым в США адмиралом.

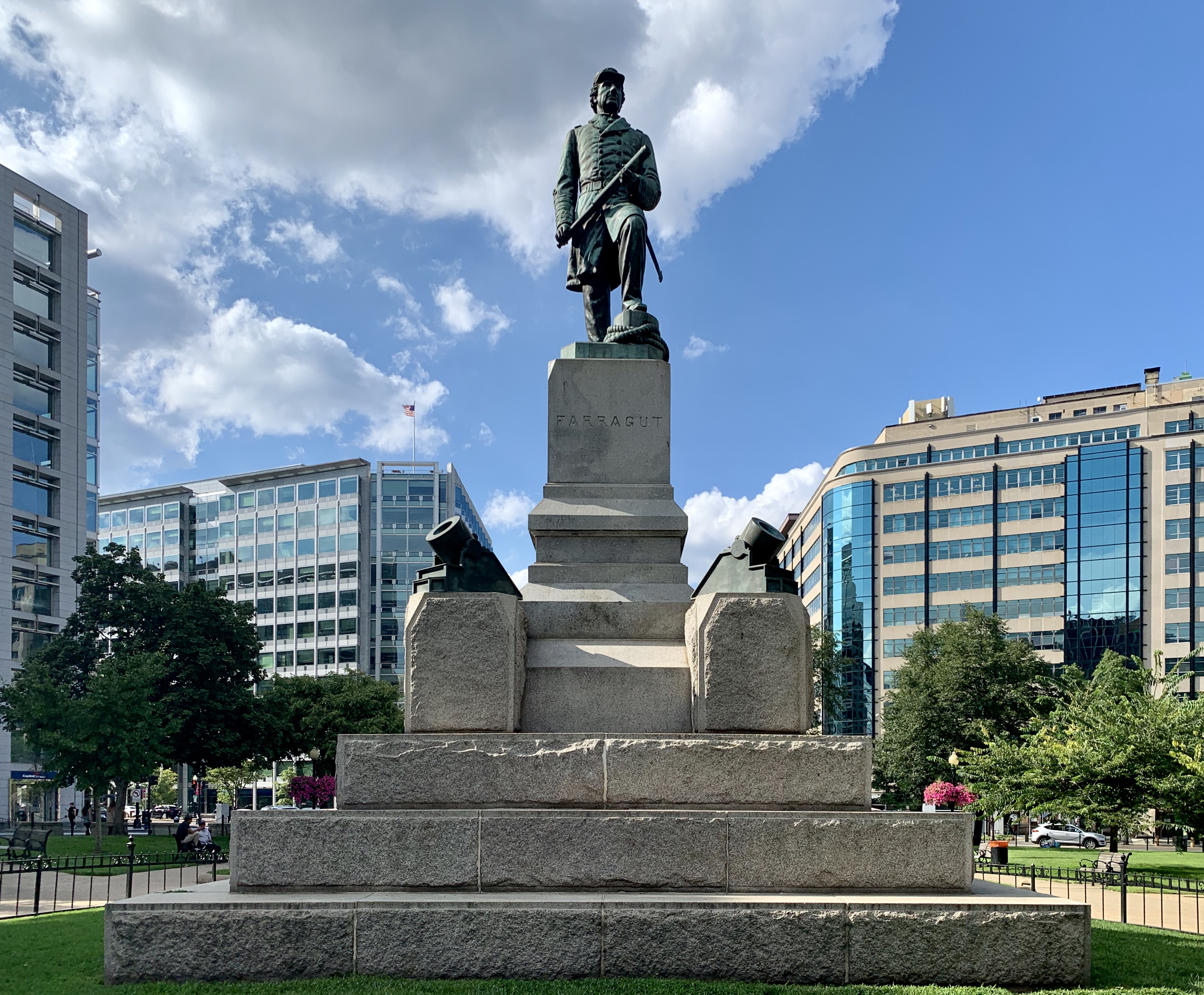
Памятник адмиралу Фаррагуту на площади его имени в Вашингтоне

Могила адмирала находится на кладбище Вудлон в Бронксе. Именем Фаррагута были названы 5 боевых кораблей ВМС США. В столице страны Вашингтоне в его честь названа площадь Farragut Square и две станции метро (Farragut North и Farragut West).
Стал прототипом капитана Фаррагута в романе Жюля Верна «Двадцать тысяч лье под водой».